# Eugen Warming
Johannes Eugenius (Eugen) Bülow Warming, född 3 november 1841 på Mandø, västra Jylland, död 2 april 1924 i Köpenhamn, var en dansk botaniker och en av grundläggarna till ekologi som ett eget ämnesområde. Han var far till Jens Warming.
Warming blev student i Ribe 1859, reste 1863 till Brasilien och vistades där hos danske naturforskaren Peter Wilhelm Lund i Lagoa Santa i Minas Gerais, återvände hem 1866, blev filosofie doktor 1871, docent vid Polytekniska läroanstalten i Köpenhamn 1874 och i växtanatomi vid universitetet där 1875. Åren 1882-85 (och en del av 1886) var han professor i botanik vid Stockholms högskola (även högskolans rektor) och utnämndes 1885 till samma tjänst vid Köpenhamns universitet och föreståndare för dess botaniska trädgård, Botanisk Have.
Redan de tre ungdomsåren i Brasilien och studieresorna till München 1868 och Bonn 1871 ledde honom in på många skilda områden av botaniken, både fytografi, fanerogamsystematik, växtgeografi och morfologi, vartill kom hans anatomiska forskning, delvis i utvecklingshistoriskt syfte. Hans resor till Grönland (1884) samt Västindien och Venezuela (1891-92) lämnade material till biologiska och ekologiska arbeten. Han skrev även omfångsrika och mycket använda läroböcker, bland annat den första läroboken i växtekologi (1895) under titeln Plantesamfund - Grundtræk af den økologiske Plantegeografi.
Han var 1867-68 medarbetare i J.A. Dybdahls "Tidsskrift for havevæsen" samt från 1869 i "Tidsskrift for populære fremstillinger af naturvidenskaberne", i vilken han själv skrev en mängd uppsatser. Han blev ledamot av Fysiografiska sällskapet i Lund 1879, av svenska Vetenskapsakademien 1885, av Vetenskapssocieteten i Uppsala 1897 och av Vetenskaps- och vitterhetssamhället i Göteborg 1911. Han blev hedersdoktor i Stockholm 1909 och erhöll 1922 svenska Vetenskapsakademiens större Linnémedalj i guld.

## Utmärkelser
- Riddare av Dannebrogorden,  1888[9]
- Dannebrogsmännens hederstecken,  1890[9]
- Kommendör av Dannebrogorden,  1907[9]
- Kommendör av första graden av Dannebrogorden,  1911[9]
- Förtjänstmedaljen i guld,  1918[9]
- Hertig Rainer-medaljen,  2011
- Kommendör av Victoriaorden
- Kejserliga Brasilianska Rosenorden
- Honoris causa

[Redigera Wikidata]